# Ficus insipida
Ficus insipida là một loài thực vật có hoa trong họ Moraceae. Loài này được Willd. mô tả khoa học đầu tiên năm 1806.

## Hình ảnh

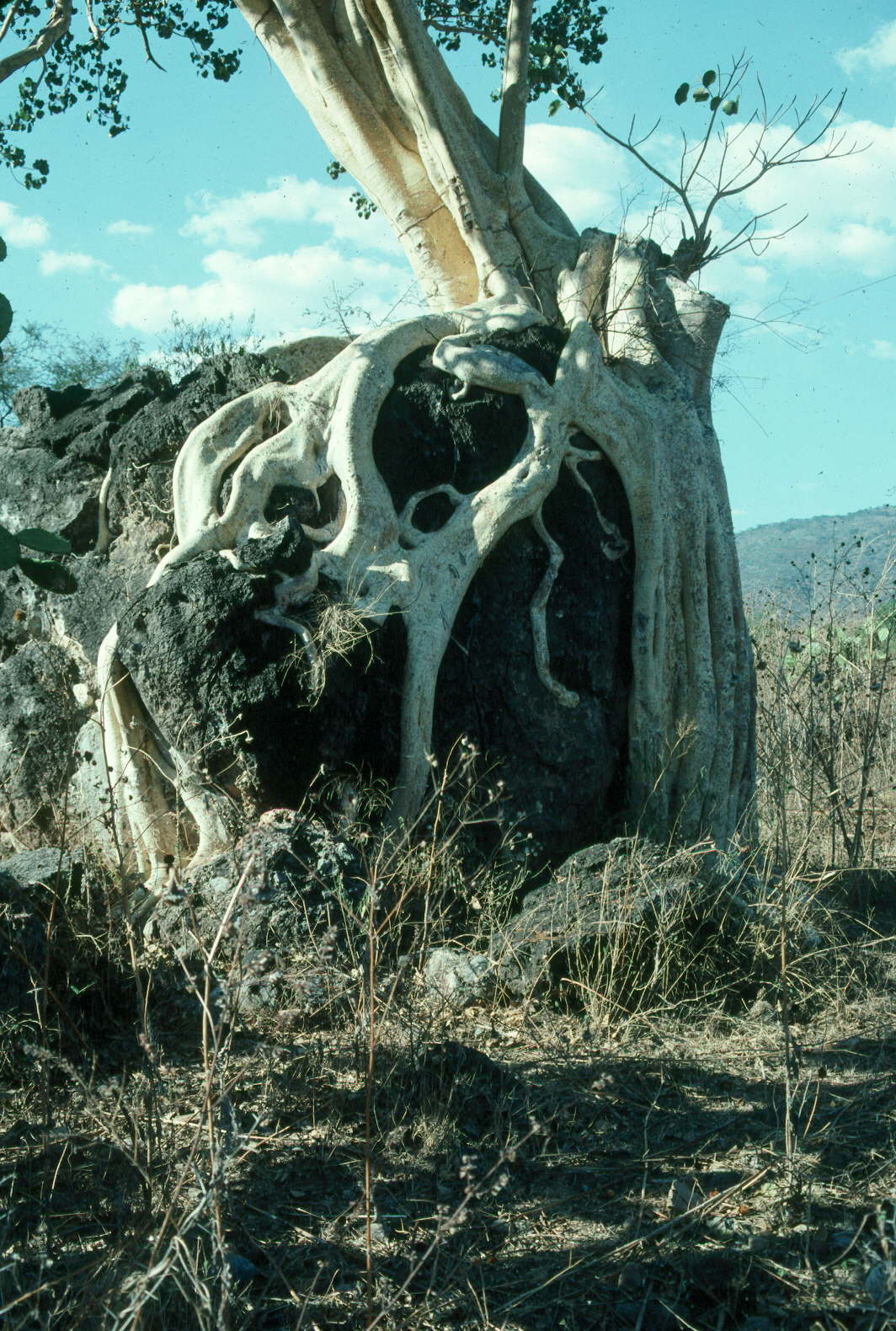